# Tarista nigrifrons
Tarista nigrifrons är en fjärilsart som beskrevs av William Schaus 1913. Tarista nigrifrons ingår i släktet Tarista och familjen nattflyn. Inga underarter finns listade i Catalogue of Life.